# Liste der größten Unternehmen in den Vereinigten Arabischen Emiraten
Die Liste der größten Unternehmen in den Vereinigten Arabischen Emiraten enthält die vom Forbes Magazine in der Liste Forbes Global 2000 veröffentlichten größten börsennotierten Unternehmen in den Vereinigten Arabischen Emiraten.
Die Rangfolge der jährlich erscheinenden Liste der 2000 größten börsennotierten Unternehmen der Welt errechnet sich aus einer Kombination von Umsatz, Nettogewinn, Aktiva und Marktwert. Dabei wurden die Platzierungen der Unternehmen in den gleich gewichteten Kategorien zu einem Rang zusammengezählt. In der Tabelle aufgeführt sind auch der Hauptsitz, die Branche und die Zahl der Mitarbeiter. Die Zahlen sind in Milliarden US-Dollar angegeben und beziehen sich auf das Geschäftsjahr 2016, für den Marktwert auf den Börsenkurs vom 27. Mai 2017.

## Größte börsennotierte Unternehmen
| Rang | Forbes 2000 | Name                                 | Hauptsitz  | Umsatz (Mrd. $) | Gewinn (Mrd. $) | Aktiva (Mrd. $) | Marktwert (Mrd. $) | Mitarbeiter | Branche           |
| ---- | ----------- | ------------------------------------ | ---------- | --------------- | --------------- | --------------- | ------------------ | ----------- | ----------------- |
| 1.   | 320.        | Etisalat                             | Abu Dhabi  | 14,3            | 2,3             | 33,4            | 42,7               | 39.508      | Telekommunikation |
| 2.   | 573.        | Emirates NBD                         | Dubai      | 5,5             | 1,8             | 122,0           | 12,5               | 7.000       | Banken            |
| 3.   | 660.        | National Bank of Abu Dhabi           | Abu Dhabi  | 4,0             | 1,4             | 114,5           | 16,1               | 10.849      | Banken            |
| 4.   | 801.        | Emaar Properties                     | Dubai      | 4,3             | 1,4             | 26,2            | 14,6               | 6.600       | Immobilien        |
| 5.   | 834.        | Abu Dhabi Commercial Bank            | Abu Dhabi  | 3,1             | 1,1             | 70,3            | 9,8                | 16.924      | Banken            |
| 6.   | 883.        | DP World                             | Dubai      | 4,2             | 1,0             | 20,8            | 18,0               | 609.020     | Transport         |
| 7.   | 1013.       | Dubai Islamic Bank                   | Dubai      | 2,3             | 0,84            | 47,6            | 7,8                | 34.389      | Banken            |
| 8.   | 1388.       | Mashreqbank                          | Dubai      | 2,4             | 0,53            | 33,4            | 3,9                | 3.727       | Banken            |
| 9.   | 1474.       | Abu Dhabi Islamic Bank               | Abu Dhabi  | 1,8             | 0,45            | 33,3            | 3,4                | 16.328      | Banken            |
| 10.  | 1589.       | Union National Bank                  | Abu Dhabi  | 1,4             | 0,41            | 28,3            | 3,4                | 29.250      | Banken            |
| 11.  | 1792.       | Damac Properties                     | Abu Dhabi  | 1,9             | 1,0             | 6,7             | 4,7                |             | Immobilien        |
| 12.  | 1829.       | TAQA                                 | Abu Dhabi  | 4,4             | −5,2            | 28,4            | 0,94               |             | Versorger         |
| 13.  | 1917.       | Emirates Integrated Telecom          | Dubai      | 3,5             | 0,48            | 5,0             | 7,5                |             | Telekommunikation |
| 14.  | 1927.       | Aldar Properties                     | Abu Dhabi  | 1,7             | 0,76            | 9,7             | 4,9                |             | Finanzen          |
| x.   |             | Air Arabia                           | Schardscha |                 |                 |                 |                    |             | Fluggesellschaft  |
| x.   |             | Dana Gas PJSC                        | Schardscha |                 |                 |                 |                    |             | Flüssigerdgas     |
| x.   |             | Emirates                             | Dubai      | 14,3            |                 |                 |                    | 20.273      | Fluggesellschaft  |
| x.   |             | Etihad Airways                       | Abu Dhabi  |                 |                 |                 |                    | 3.200       | Fluggesellschaft  |
| x.   |             | Safi Airways                         | Dubai      |                 |                 |                 |                    |             | Fluggesellschaft  |
| x.   |             | Thuraya Satellite Telecommunications | Abu Dhabi  | 0,32            | 0,08            |                 |                    |             | Telekommunikation |
| x.   |             | Middle East Broadcasting Center      | Dubai      |                 |                 |                 |                    |             | Medien            |
| x.   |             | Al Fakher                            | Adschman   |                 |                 |                 |                    |             | Konsumgüter       |
| x.   |             | Dubai Holding                        | Dubai      |                 |                 |                 |                    |             | Holding           |

## Größte nicht börsennotierte Unternehmen
| Rang | Name                                       | Hauptsitz | Umsatz (Mrd. $) | Gewinn (Mrd. $) | Mitarbeiter | Branche        | Jahr |
| ---- | ------------------------------------------ | --------- | --------------- | --------------- | ----------- | -------------- | ---- |
| x.   | Abu Dhabi National Oil Company             | Abu Dhabi | 71,7            |                 | 25.000      | Öl und Gas     | 2013 |
| x.   | Jumeirah Group                             | Dubai     |                 |                 |             | Hotelkette     |      |
| x.   | International Petroleum Investment Company | Abu Dhabi |                 |                 |             | Öl- und Chemie |      |
| x.   | Nakheel Properties                         | Dubai     | 70,1            | 15,8            | 2.000       | Immobilien     | 2009 |